# 圓盤玉屬
圓盤玉屬，又名孔雀花屬，是熱帶的一屬仙人掌。其學名來自古希臘文的「圓盤」的意思，因其形狀像圓盤。它們是巴西南部、玻利維亞東部及巴拉圭北部的特有種。它們現正面臨野外滅絕。
圓盤玉屬呈扁球狀，刺座上有尖刺。頂花座有毛，呈白色、黃色或灰色。頂花座兩側會長出白色的花朵，於夜間開花。果實是粉紅色或紅色，種子黑色。

## 物種
- 月華之宴（D. albispinus）
- 白條冠（D. arauneispinus）
- 巴伊亞圓盤玉（D. bahiensis）
- D. catingicola
- D. ferricola
- 天涯玉（D. heptacanthus）
- 奇特丸/玉盃之華（D. horstii）
- D. placentiformis
- D. pseudoinsignis
- D. silicicola
- 黑刺圓盤（D. tricornis var. giganteus）
- D. woutersianus
- 蜘蛛丸（D. zehntneri）

## 外部連結
- （法文） photos on www.AIAPS.org
- （英文） photos on www.cactiguide.com （页面存档备份，存于）